# Hank Raymonds
Hank Raymonds (5 de março de 1924 - 6 de dezembro de 2010) foi um treinador de basquete norte-americano. Ele treinou a equipe masculina de basquete da Universidade Marquette entre 1977 e 1983.